# Claudio Beccari
Claudio Beccari (Milano, 14 luglio 1954) è un doppiatore, direttore del doppiaggio e regista italiano.

## Biografia
È stato direttore artistico del Teatro Filodrammatici di Milano dal 1995 al 2000. La maggior parte della sua attività teatrale è stata a Milano con la Compagnia del Filodrammatici.
Nel 2002 ha presentato lo spettacolo Sognando l’Italia in occasione del 200º anniversario della prima Repubblica Italiana.

## Teatro

### Attore
- Due farse ovvero I piccoli borghesi, regia di Claudio Beccari, Milano, Teatro Quartiere 7, 5 giugno 1976.
- Tre quarti di Luna, di Luigi Squarzina, regia di Enrico D’Amato, Milano, Teatro Filodrammatici, 2 ottobre 1976.
- Il Ciarlone cioè uno che canta in banco, regia di Claudio Beccari, Milano, Teatro Quartiere 7, 16 febbraio 1977.
- Il miracolo della Torre Velasca, di Aldo Pasetti, regia di Umberto Domina, Milano, Teatro Gerolamo, 28 aprile 1981.
- E lei per conquistar si sottomette, di Oliver Goldsmith, regia di Marco Sciaccaluga, Milano, Teatro Nuovo, 25 gennaio 1983.
- Il cavaliere indifferente, di Carlo Goldoni, regia di Silvano Piccardi, Milano, Teatro Filodrammatici, 16 gennaio 1986.
- Criside, di Enea Silvio Piccolomini, regia di Roberto Guicciardini, Milano, Teatro Filodrammatici, 24 giugno 1986.
- O di uno o di nessuno, di Luigi Pirandello, regia di Lamberto Puggelli, Milano, Teatro Filodrammatici, 16 gennaio 1987.
- Non tutti i ladri vengono per nuocere e I cadaveri si spediscono e le donne si spogliano, di Dario Fo, regia di Giorgio Gallione, Milano, Teatro Filodrammatici, 17 febbraio 1988.
- Una novità di Pirandello, di Eduardo Rescigno, regia di Lamberto Puggelli, Agrigento, 27 luglio 1988
- Il Conte di Carmagnola, di Alessandro Manzoni, regia di Lamberto Puggelli, Piccolo Teatro di Milano, 27 ottobre 1989.
- Lancillotto e Ginevra, di Roberto Mussapi, regia di Silvano Piccardi, Milano, Teatro Filodrammatici, 11 dicembre 1989.
- Il ritorno dalla villeggiatura, di Carlo Goldoni, regia di Silvano Piccardi, Milano, Teatro Filodrammatici, 2 aprile 1991.
- Labirinto, di Alfredo Balducci, regia di Sergio Maifredi, Milano, Teatro Filodrammatici, 9 luglio 1991.
- I sogni muoiono all'alba, di Indro Montanelli, regia di Arturo Corso, Saronno, Teatro Giuditta Pasta, 13 marzo 1992.
- I segreti di una piccola città, di Marco Parma, regia di Riccardo Pradella, Vermezzo, 6 luglio 1992.
- La morsa, di Luigi Pirandello, regia di Silvano Piccardi, Milano, Teatro Filodrammatici, 12 maggio 1993.

### Regista
- Goldoni, il teatro, la società, le donne, a cura di Claudio Beccari, Milano, Teatro Filodrammatici, 1992.
- Un amor tra cani e gatti ovvero l’Arcadia in Brenta, di Carlo Goldoni,  Milano, Teatro Filodrammatici, 11 gennaio 1996.
- Il misantropo e il cavaliere, di Eugène Labiche, Milano, Teatro Filodrammatici, 6 novembre 1996.
- Gli amanti sinceri, di Marivaux, Milano, Teatro Filodrammatici, 15 gennaio 1997.
- Anfitrione, di Molière, Milano, Teatro Filodrammatici, 11 novembre 1997.
- Le sorelle ovvero l’errore di Casanova, di Arthur Schnitzler, Milano, Teatro Filodrammatici, 28 gennaio 1998.
- Muse napolitane – Basile, Viviani, Moscato, Milano, Teatro Filodrammatici, 7 ottobre 1998
- Gli indifferenti, di Alberto Moravia, Milano, Teatro Filodrammatici, 18 novembre 1998.
- Terra vergine, di Gabriele D'Annunzio, Milano, Teatro Filodrammatici, 6 aprile 1999.
- Il re cervo, di Carlo Gozzi, Milano, Teatro Filodrammatici, 1 dicembre 1999.
- I milanes, di Franco Brevini, Milano, Teatro Filodrammatici, 15 marzo 2000.
- Filippo, di Vittorio Alfieri, Milano, Teatro Filodrammatici, 1 dicembre 2001.
- Un caso clinico, di Dino Buzzati, Milano, Teatro Filodrammatici, 8 febbraio 2001.
- Gadda e Milano, Milano, Teatro Filodrammatici, 14 dicembre 2001
- Sognando l’Italia, di Claudio Beccari, Milano, Palazzo Serbelloni, 14 novembre 2002.
- La Giulia, di Melchiorre Gioia, Milano, 2002-03
- La peste, di Albert Camus, Roma, Teatro Flaiano, 12 febbraio 2003.
- Prove d’autore, di Harold Pinter, Milano, Teatro Filodrammatici, 23 marzo 2004.
- Il signor Tabucchi è desiderato al telefono, Milano, Teatro Filodrammatici, 6 ottobre 2005.
- Dialoghi mancati, due atti unici di Antonio Tabucchi, Milano, Teatro Filodrammatici, 19 ottobre 2005.
- Sonata a Kreutzer, di Lev Tolstoj, Milano, Teatro Filodramatici, 4 maggio 2007.
- Tre diari, di Ingmar Bergman, Milano, Teatro Oscar, 23 ottobre 2008.
- La mandragola, di Niccolò Machiavelli, Milano, Teatro Menotti, 14 giugno 2011.
- Giovanni Pascoli: la musica e la poesia, Milano, Palazzina Liberty, 7 febbraio 2013.
- Non si può vivere senza la musica di Giuseppe Verdi, Auditorium di Milano, 30 novembre 2013.
- Giorgio e io: quarant’anni di lavoro al Piccolo Teatro di Milano, di Giancarlo Dettori, Milano, Teatro Grassi, 13 dicembre 2013.
- Amori, dolori… ma cosa mi metto?, di Nora e Delia Ephron, Milano, Teatro Delfino, 4 marzo 2015.
- Milano e i suoi Navigli, di Claudio Beccari, Milano, Sala Buzzati, 10 dicembre 2018

## Televisione
- La quinta colonna, di Ernest Hemingway, regia di Giuseppe Fina, 23 aprile 1976.
- Camilla, regia di Sandro Bolchi (1976) – miniserie TV
- In attesa di Lefty, di Clifford Odets, regia di Giacomo Colli, 9 luglio 1976.
- Morte a passo di valzer, regia di Giovanni Fago (1979) – miniserie TV
- Con gli occhi dell'occidente, regia di Vittorio Cottafavi (1979) – miniserie TV

## Radio
- Piccoli innocenti mostri, di Franco Monicelli, regia di Pino Gilioli, 22 febbraio 1977.
- Giorno fantastico, di Paolo Modugno, regia di Francesco Dama, 14 marzo 1977.
- La pappa del nonno, di Bruno Longhini, regia di Giulio Zuloeta, 11 aprile 1977.
- L’uomo di ghiaccio, di Enzo Mancini, regia di Francesco Dama, 26 aprile 1978.
- L’orrenda parola, di Achille Campanile, regia di Francesco Dama, 18 ottobre 1979.

## Doppiaggio

### Cinema
- Jon Favreau in Big Empty - Tradimento fatale
- Griffin Dunne in In due si litiga meglio
- Robert Downey Jr. in Piscine - Incontri a Beverly Hills
- Martin Short in Prendi il mio cuore
- Mitchell Whitfield in Dogfight - Una storia d'amore
- Neil McCarthy in Dieci piccoli indiani
- Art Hindle in Impresa d'amore in Alaska
- Andrey Podoshian in La principessa sul pisello
- Kanji Tsuda in Ju-on: Rancore

### Serie TV, Film Tv e Telenovelas
- Roberto Battaglin in Luna piena d'amore
- Charlie Sheen in Spin City
- Greg Germann in Ally McBeal
- Joel Bissonnette in Invisible Man
- Bart Braverman in Vega$
- David Marciano in Due South - Due poliziotti a Chicago
- Ethan Wayne in New Adam-12
- Walter Koenig in Star Trek (1ª voce)
- Alexander Siddig in Star Trek: Deep Space Nine(ep. pilota edizione VHS)
- Garrett Wang in Star Trek: Voyager (ep. pilota edizione VHS)
- Denyn Pysz in Undressed
- William Russell in Doctor Who
- Jacques Penot in Tarendol
- Pierce Brosnan in Victim of Love - Dubbio d'amore
- Timothy Hutton in WW3 - La terza guerra mondiale
- Paul Fitzgerald in Sentieri
- Morten Suurballe in Vikings

### Film d'animazione
- Ryo Shiba in God Bless Dancougar
- Donny in One Piece - Per tutto l'oro del mondo
- Men Men in Dragon Ball Z - L'irriducibile bio-combattente
- Torga in Dragon Ball GT - L'ultima battaglia
- Matthieu in Eureka Seven - Il film: Good Night, Sleep Tight, Young Lovers
- Papà in Barbie - Avventura stellare

### Serie animate
- Magg. Carl Shubaltz in Zoids
- Pierrot in Siamo fatti così
- Chico in La fiaba quotidiana
- ZeFronk in In cucina con ZeFronk
- Marco Lasso in Shaman King (serie 2001 e 2021)
- Keisuke Harukaze in Magica Doremì
- Nagato (ep. 165-278) in Naruto Shippuden
- Jango (1ª voce), Pciù (1ª voce) in One Piece
- Sig. Brook in Piccole donne
- Nexx in Macross II
- Taruru (2ª voce) in Keroro
- Takeru in God Mars
- Douglas in Metal Armor Dragonar
- Control in Yui - Ragazza virtuale
- Eugene e padre di Nick in Pokémon Chronicles
- Shinsaku Takasugi in Kenshin - Samurai vagabondo
- Dolcetto in Fullmetal Alchemist
- Ruru e Shiro in Streghe per amore
- Jean-Claude Magnum in Yu-Gi-Oh!
- Signore dell'isola in Dr. Stone

### Videogiochi
- John Tanner in Driver[1]
- Benjamin Church in Assassin's Creed III[2]
- Stede Bonnet in Assassin's Creed IV: Black Flag[3]
- Gonzales in Turok[4]
- George Stobbart in Broken Sword: Il segreto dei Templari[5], Broken Sword II: La profezia dei Maya[6], Broken Sword: Il sonno del drago[7], Broken Sword 5: La maledizione del serpente[8]
- Janos Audron in Legacy of Kain: Defiance
- Hugh Darrow in Deus Ex: Human Revolution[9]
- Louis, James e Robert Gordon in The Black Mirror[10]
- Rikimaru in Tenchu Stealth Assassins
- Veigar e Wukong in League of Legends
- Roger Bacon in Koudelka
- Nikola Tesla in Close to the Sun[11]
- Dottor Edward Armstrong e Fred Faine in Agatha Christie: E non ne rimase nessuno[12]
- Gov. Antonio Ulloa e Proprietario del chiosco in Assassin's Creed III: Liberation (2012)[13]
- Woodstock e Armata Russa in Ace Ventura[14]
- Pneumatix e Marcus Sacapus in Asterix & Obelix XXL 3: The Crystal Menhir[15]
- Theo in Marvel's Avengers[16]
- Allan in Le avventure di Tintin - Il segreto dell'Unicorno[17]
- Victor Zsasz in Batman: Arkham Asylum[18] e Batman: Arkham City[19]
- Prentice Mill in BioShock 2[20]
- Dick Winslow, Wilhelm Von Hess, Benny Schwartz, Simon Sotherby e Mostro dal pianeta X in Black Dahlia[21]
- Robert Gordon, James e Louis in The Black Mirror[22]
- Dino Klein, Sadik, Spencer Gregorian e Buttafuori in Blade Runner[23]
- Sceriffo Friedman in Borderlands 2[24]
- Pierce Simon e Philip Mason in Chase the Express[25]
- Soldati in Codename: Panzers Phase I[26] e Codename: Panzers Phase II[27]
- Tecnica in Command & Conquer: Generals[28]
- Speaker storico in Commandos: Dietro le linee nemiche[29]
- Guthorm il Saggio, Vicelin la Bussola e Fenrir in Assassin's Creed: Valhalla[30]
- George Crouton in Dementia: è uno stato mentale[31]
- Kamyr in Diablo III[32]
- Capitano Stokeley, Hadley e Lord Kertis in Diablo III: Reaper of Souls[32]
- Wallace Higgins in Dishonored[33]
- Computer Ordos in Dune 2000[34]
- Peter Rugler, Voce notiziario Flash e Michael Haywood in Evidence[35]
- Maggiore Benson in The Feeble Files[36]
- Porfido e Venditore di Scarpe in Fuzzy & Floppy - Il furto della Rotonda[37]
- Il gatto in Il gatto e il cappello matto[38]
- Decano Jarred Stone, Terradyne Contraereo e Pesante in Ground Control[39]
- Terradyne Contraereo e Pesante in Ground Control: Dark Conspiracy[40]
- Unci-Unci in Harry Potter e i Doni della Morte - Parte 1[41] e Harry Potter e i Doni della Morte - Parte 2[42]
- Diego Rubio in Homefront: The Revolution[43]
- Calenus, Mannix e Dumnorix in Imperivm: La guerra gallica[44]
- Equite, Publio Flavio, Gawai e Arciere in Imperivm: Le grandi battaglie di Roma[45]
- Gage Blackwood, William Daughton, Martin Walker e Guardie del castello in The Journeyman Project 2 - Buried In Time[46]
- Messaggio di Soccorso, Assistente, Capo Aviatore e Pellegrino/Siddha in The Journeyman Project 3 - Il retaggio del tempo[47]
- Civili, Criminali e Voce fuori campo in Judge Dredd: Dredd vs Death[48]
- Lord Osmund Saddler in Resident Evil 4 (remake)[49]
- Maverick e Olaf in Advance Wars 1+2: Re-Boot Camp[50]
- Anamwathana, Green e Jack Ryder in Batman: Arkham Shadow[51]